# زابوری (ناحیه چسکه بودیوویتسه)
زابوری (به چکی: Záboří) یک منطقهٔ مسکونی در جمهوری چک است که در شهرستان چسکه بودیوویتسه واقع شده‌است. زابوری ۱۶٫۵۷ کیلومتر مربع مساحت و ۳۱۴ نفر جمعیت دارد و ۵۳۰ متر بالاتر از سطح دریا واقع شده‌است.